# Stipa karakabinica
Stipa karakabinica är en gräsart som beskrevs av Kotukhov. Stipa karakabinica ingår i släktet fjädergrässläktet, och familjen gräs. Inga underarter finns listade i Catalogue of Life.